# Gladstone Airport
Gladstone Airport är en flygplats i Australien. Den ligger i kommunen Gladstone och delstaten Queensland, omkring 440 kilometer nordväst om delstatshuvudstaden Brisbane.
Närmaste större samhälle är Gladstone, nära Gladstone Airport. 
I omgivningarna runt Gladstone Airport växer huvudsakligen savannskog. Runt Gladstone Airport är det ganska tätbefolkat, med 134 invånare per kvadratkilometer. Genomsnittlig årsnederbörd är 1 139 millimeter. Den regnigaste månaden är januari, med i genomsnitt 290 mm nederbörd, och den torraste är september, med 22 mm nederbörd.